# Persecuzioni ai danni dei pagani nell'Impero romano

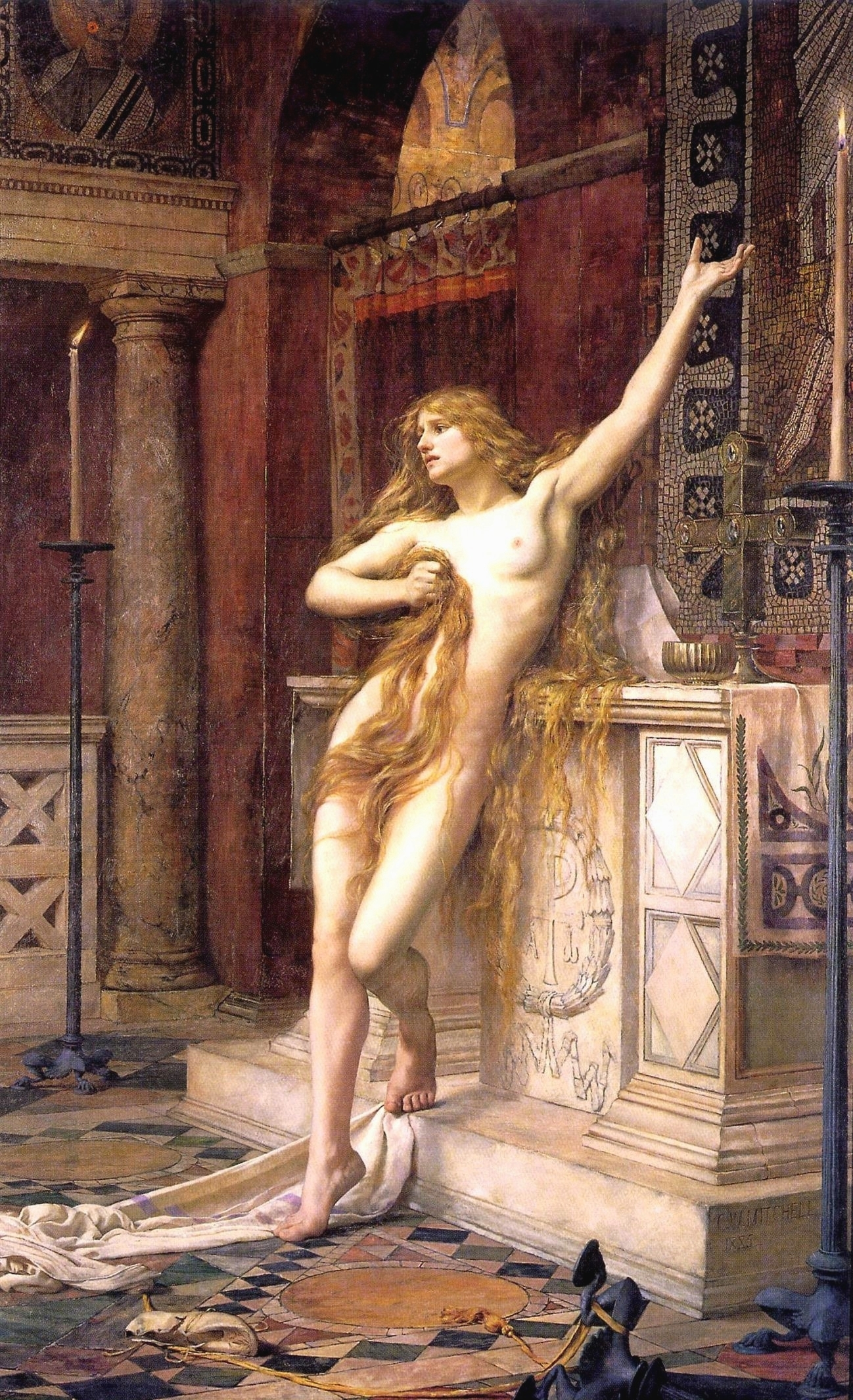
Ipazia, filosofa, matematica e astronoma di Alessandria d'Egitto.
Viene ricordata per essere stata la più tristemente celebre delle vittime di religione pagana perseguitate e uccise dai cristiani a partire dal III-IV secolo.
Olio su tela di Charles William Mitchell, 1885, Laing Art Gallery (Newcastle).

Le persecuzioni dei pagani nell'Impero romano furono quelle azioni di intolleranza, discriminazione, oppressione e violenza religiosa che portarono alla progressiva sostituzione del cristianesimo alle religioni politeiste, sia indigene che straniere, nei territori dell'Impero (cfr. Ellenizzazione), avvenute soprattutto durante gli anni che segnarono la caduta dell'Impero romano d'Occidente, nel corso del IV secolo.
Eppure il cristianesimo si era presentato, finché era rimasto un fenomeno minoritario, come una religione di tolleranza, chiusa nella sua individualità ma aperta all'accettazione che altri potessero avere una fede diversa. Così infatti proclama nel 197 Tertulliano, da poco convertito: "Uno onori Dio, un altro Giove; uno tenda le mani supplici verso il cielo, altri verso l'ara della Fede; uno, se crede, conti, pregando, le nuvole, un altro le travi del soffitto; uno al proprio Dio voti l'anima propria, altri quella di un caprone. Badate, infatti, che non concorra anche questo al delitto di irreligiosità: togliere la libertà di religione e interdire la libertà di scelta della divinità, così che non mi sia permesso onorare chi voglio, ma sia costretto a onorare chi non voglio. Nessuno vorrà essere onorato da chi non vuole farlo, nemmeno un uomo."

## Definizione di "paganesimo"
Il termine "paganesimo" indica quelle religioni, specialmente quelle proprie della Grecia antica e della Roma antica, viste in opposizione al cristianesimo. Il termine, in uso comune, viene utilizzato in ambito scientifico solo nel suo significato storico.
La locuzione "paganesimo" è introdotta nella lingua italiana a partire dalla metà del XIV secolo e deriva dal termine "pagano", inserito in questa lingua a partire dalla seconda metà del XII secolo. "Pagano" deriva a sua volta dal latino pagānu(m) dove indica il "civile", il "campagnolo", contrapposto al "militare", e proviene dal termine pāgus (villaggio). Henri Maurier osserva come pāgus e pagānus indichino quei territori, e coloro che li abitano, in opposizione ai centri delle amministrazioni dell'Impero romano e, a differenza di questi che celebrano il culto imperiale, quelli celebrano i culti locali. Dopo l'affermazione del Cristianesimo nell'Impero Romano, infatti, i seguaci della religione antica si erano generalmente riuniti nelle campagne, lontano dalla vita cittadina ormai divenuta filocristiana. I cosiddetti pagani erano dunque, in origine, le persone che, abitando nei pagi, tendevano a mantenere uno stile di vita rurale, oltre a non entrare in contatto con gli sviluppi culturali e politici dello Stato.
Dal canto suo Edward Gibbon, storico e politico del XVIII secolo, fece risalire il termine al greco Πάγη ("paghè"), che in dialetto dorico significa fontana, da cui i contadini italici che frequentavano la stessa fontana erano detti appunto "pagani". "Pagani" e "campagnoli" divennero facilmente sinonimi e l'appellativo, che nella successiva evoluzione delle lingue divenne "paesani", finì per definire i contadini. Sempre il Gibbon osserva poi che il termine assunse una caratteristica dispregiativa e venne utilizzato anche nella terminologia militare: chi non faceva parte della milizia imperiale era "pagano" e in seguito, poiché i Cristiani si consideravano soldati di Cristo, "pagani" divennero i non cristiani. Con questa accezione il termine comparve, durante il regno di Valeriano, anche nei testi giuridici (Codice Teodosiano, libro XVI, titolo II, legge 18), oltre che negli scritti teologici. Quando il Cristianesimo si diffuse in tutte le città dell'impero la vecchia religione ufficiale si trovò soprattutto relegata nei centri extraurbani, ed il termine tornò al suo significato originario, per ampliarsi poi di nuovo, morto definitivamente il politeismo degli dèi romani, all'universo non cristiano.
Nel lessico cristiano questi termini entrano intorno al 370, quando il cristianesimo è divenuto religione ufficiale e quindi culto dell'impero. Il latino liturgico li ignora, tuttavia, preferendogli i termini di gens, gentiles, natio o nationes, e lasciando pāgus e pagānus all'uso popolare e non "ufficiale" insieme ad altri termini come "infedeli" (latino infedēlis-e) o "idolatri" (latino ecclesiastico ido(lo)lătra) i quali acquisiscono una connotazione peggiorativa iniziando ad essere utilizzato dai cristiani per indicare tutti coloro che rifiutavano di convertirsi, accomunandoli agli abitanti dei pagi che, essendo isolati, tendevano a mantenere vive le loro tradizioni religiose originali. Il termine venne in seguito utilizzato per descrivere tutte le religioni non cristiane, compreso l'Ebraismo e l'Islam: assunse dunque l'accezione di non cristiano, così come barbaro indicava il non romano. Necessità del latino liturgico era invece quella di individuare un termine che rendesse quello greco di ethnicoi ("popoli") a sua volta traduzione dell'ebraico biblico di goj (pl. gojim) per indicare quei popoli differenti da quello ebraico ovvero dal "popolo eletto da Dio", "popolo", che nell'ambito neotestamentario e quindi cristiano, diviene per l'appunto la chiesa di Cristo.

## Paganesimo e Cristianesimo
Il Cristianesimo si era diffuso nell'Impero romano soprattutto nel corso della crisi del III secolo. La stessa religione ufficiale manifestava tendenze enoteistiche, funzionali alla esigenza di un forte potere centrale che si era manifestato nella società. In quest'ambito si inserisce l'adozione del culto del Sol Invictus (che richiamava molte caratteristiche del Mitraismo), da parte dell'imperatore Aureliano.

### Primi provvedimenti contro i culti pagani
Inizialmente il Cristianesimo si confrontò principalmente con le pratiche allora correnti del Giudaismo, ma iniziò rapidamente a rivaleggiare anche con le esistenti religioni romane, greche ed egizie, allora predominanti nel Mediterraneo. Ben presto incontrò però proprio al suo interno i principali ostacoli, con le numerose "eresie" di Paolo di Samosata, dei montanisti, dei novazianisti, dei marcioniti, dei valentiniani, dei manichei e, soprattutto, degli ariani, che per un certo periodo rivaleggiarono pesantemente con la Chiesa di Roma e, durante il regno di Costanzo II, ne ebbero il sopravvento (complici le intimidazioni dello stesso imperatore nei confronti dei vescovi "romani" in occasione del concilio di Rimini del 359-360). L'opera di demolizione delle "eresie" venne perseguita anche facendo ricorso a norme penali riprese dagli editti anticristiani di Diocleziano, con l'approvazione degli stessi vescovi che pochi anni prima quelle stesse norme avevano subito.
La situazione imponeva degli interventi autorevoli. Galerio fu il primo imperatore a emanare un editto di tolleranza per tutte le religioni, incluso il Cristianesimo. Costantino I, spesso menzionato come il primo imperatore a convertirsi al nuovo credo, ne continuò la politica di tolleranza, e l'Editto di Milano, emanato nel 313, stabilendo la libertà di culto per tutte le religioni pose fine alle persecuzioni contro i cristiani nell'Impero romano; a partire da questo momento la posizione del Cristianesimo si andò sempre più consolidando fino a divenire religione ufficiale dello Stato, in quanto religione degli imperatori. Quella stessa libertà di culto concessa da Galerio e poi da Costantino, privilegiando di fatto il Cristianesimo, opprimeva però le altre espressioni religiose; l'imperatore infatti, convinto sostenitore della nuova fede, si persuase che gli "eretici" si opponevano ai suoi ordini e mettevano in discussione le sue opinioni, e che pertanto era necessario ricorrere a qualche deterrente per salvare costoro dalla dannazione eterna (e lo Stato dai dissidenti). Il clero non cristiano venne inizialmente privato delle ricompense e immunità abbondantemente elargite ai cristiani, ma poi si arrivò a proibire le riunioni degli "eretici" ed a confiscare i loro beni in favore dello Stato e della Chiesa cristiana.
Ad ogni modo Costantino, pur esortando i sudditi a seguire la religione del loro signore, consentiva a coloro che ancora si ostinavano a non abbracciare la sua fede di continuare a professare le loro credenze nei loro templi. Ma mentre professava una liberalità religiosa, si adoperava per demolire il paganesimo con una sorta di violenza psicologica fatta soprattutto di parzialità in favore della Chiesa cristiana, mascherate di motivazioni di giustizia e bene pubblico. Avendo infatti interiorizzato la verità della Chiesa come ispiratrice delle sue leggi e dei suoi atti, qualunque opinione divergente e qualsiasi rifiuto dell'autorità del clero si configurava come una minaccia all'autorità stessa dell'imperatore, che dunque aveva il diritto e l'obbligo di intervenire anche duramente contro quelle che in tal modo si configuravano come eresie. Di fatto, la libertà religiosa stabilita nell'Editto di Milano era tacitamente abolita. Non va poi sottovalutato il fatto che, a parere di Costantino, una totale diffusione del Cristianesimo era diventata molto utile per la salvezza economica dell'Impero: a causa del comandamento della carità, infatti, i cristiani avevano creato una fitta rete di orfanotrofi, mense dei poveri, assistenza agli anziani, insomma una vera e propria "economia della carità" che era diventata indispensabile per la sussistenza delle persone più povere, alle quali il sistema statale non riusciva più ad arrivare.
Insomma questo nuovo Dio pretendeva dal suo popolo un impegno globale in difesa della verità che si rivelava nella sua Chiesa, e chi non avesse condiviso questa regola era passibile della sua ira, che si concretizzava nella giustizia dell'imperatore: al posto di quella conclusa di recente, stava nascendo una persecuzione altrettanto terribile, ma che si rivelò molto più duratura.
Nel 320 o 321 un editto proibì i sacrifici cruenti e le pratiche divinatorie private: i culti magici erano da tempo visti con sospetto da parte degli imperatori, a causa della possibilità di appoggiare, con una presunta legittimazione divina, le pretese al trono di possibili rivali, e leggi contro la pratica privata della divinazione erano state già emesse ai tempi dell'imperatore Tiberio. Vari episodi confermano però la continuazione della divinazione pubblica: per alcune circostanze la prosecuzione delle pratiche pagane venne esplicitamente autorizzata e furono emanate leggi che confermavano le funzioni dei flamini, dei sacerdoti e dei duumviri.

### Dopo Costantino I
I figli di Costantino erano stati educati nella fede cristiana e Costanzo II fu influenzato dalle figure cristiane presenti nella sua corte. Nel 341 fu emanato un editto che proibiva nuovamente i sacrifici pagani e un altro che stabiliva che tutti i templi pagani dovessero essere chiusi e il loro accesso proibito, ma sembra fossero largamente disattesi e la continuazione della pratica del culto pagano è attestata in diverse fonti dell'epoca. Costanzo e suo fratello Costante emanarono, tuttavia, anche leggi per le preservazione dei templi situati al di fuori delle mura cittadine, e un altro editto stabiliva multe contro i vandalismi rivolti a tombe e monumenti, ponendoli sotto la custodia dei sacerdoti pagani.
L'usurpatore Magnenzio vinse Costante e ne revocò la parte di legislazione rivolta contro i pagani, permettendo così la celebrazione di sacrifici notturni, ma dopo la sua sconfitta nel 353 da parte di Costanzo II quei riti furono nuovamente proibiti; anzi, un editto del 356 puniva con la condanna a morte i trasgressori.
Nell'anno 357 Costanzo celebrò i suoi vicennalia (venti anni di regno) visitando la città di Roma, e in qualità di pontefice massimo (carica a cui, paradossalmente, non aveva rinunciato) conferì titoli sacerdotali e confermò i privilegi delle Vestali; venne inoltre emanata una legge che confermava le prerogative dei sacerdoti pagani.
Nonostante le proteste pagane, però, a seguito delle lamentele di alcuni senatori cristiani Costanzo fece rimuovere l'altare della Vittoria dalla curia del Senato romano, sebbene fosse un altare di culto di Stato. Secondo la tradizione, infatti, tutti i giorni ogni senatore, prima di entrare nel Senato, faceva un'offerta all'altare sotto forma di incenso e vino. L'altare fu poi riposizionato, forse in segreto o forse per ordine del successivo imperatore Giuliano.
In seguito alla liberalizzazione del Cristianesimo si assistette, soprattutto nelle regioni orientali dell'impero, ad episodi di distruzione di sculture e statue raffiguranti le divinità. Le demolizioni, operate da gruppi di cristiani senza l'uso delle armi, erano motivate dall'identificazione delle divinità pagane come demoni che abitavano i simulacri di culto, con la conseguenza di credere necessaria la loro esorcizzazione. Tali distruzioni ottennero in qualche caso il tacito appoggio delle autorità imperiali, alle quali competeva di diritto l'uso e la gestione dei templi. Questi episodi non coinvolsero inizialmente gli edifici di culto, sebbene siano attestate già nel IV secolo sporadiche demolizioni di templi.
Fu in seguito ribadita a più riprese la proibizione delle pratiche divinatorie.

### Breve reazione di Giuliano
Il successore di Costanzo II, suo cugino Giuliano (360-363), educato anch'egli alla fede cristiana, ma riconvertito al paganesimo e iniziato ai misteri eleusini e al Mitraismo, ripristinò i culti tradizionali e ne tentò una riforma, adottando alcuni elementi del Cristianesimo, quali l'organizzazione gerarchica centrale e l'atteggiamento universalistico. Chiamò il nuovo culto "Ellenismo", ma le sue riforme non ebbero successo, forse anche a causa della brevità del suo regno, durante il quale, nelle zone orientali dell'impero, si registrarono violenze anticristiane.
Dopo la breve restaurazione pagana di Giuliano, e come per una sorta di reazione al tentativo di restaurazione da lui operato, proprio la sua morte segnò l'inizio della definitiva sconfitta del paganesimo: la sua eliminazione totale divenne l'obiettivo primario degli imperatori, tutti cristiani, che gli succedettero: i suoi provvedimenti furono aboliti dagli immediati successori (prima Gioviano, e poi Valentiniano I in Occidente e il fratello Valente in Oriente), i quali mantennero comunque una politica di tolleranza religiosa.

### Progressiva proibizione del paganesimo

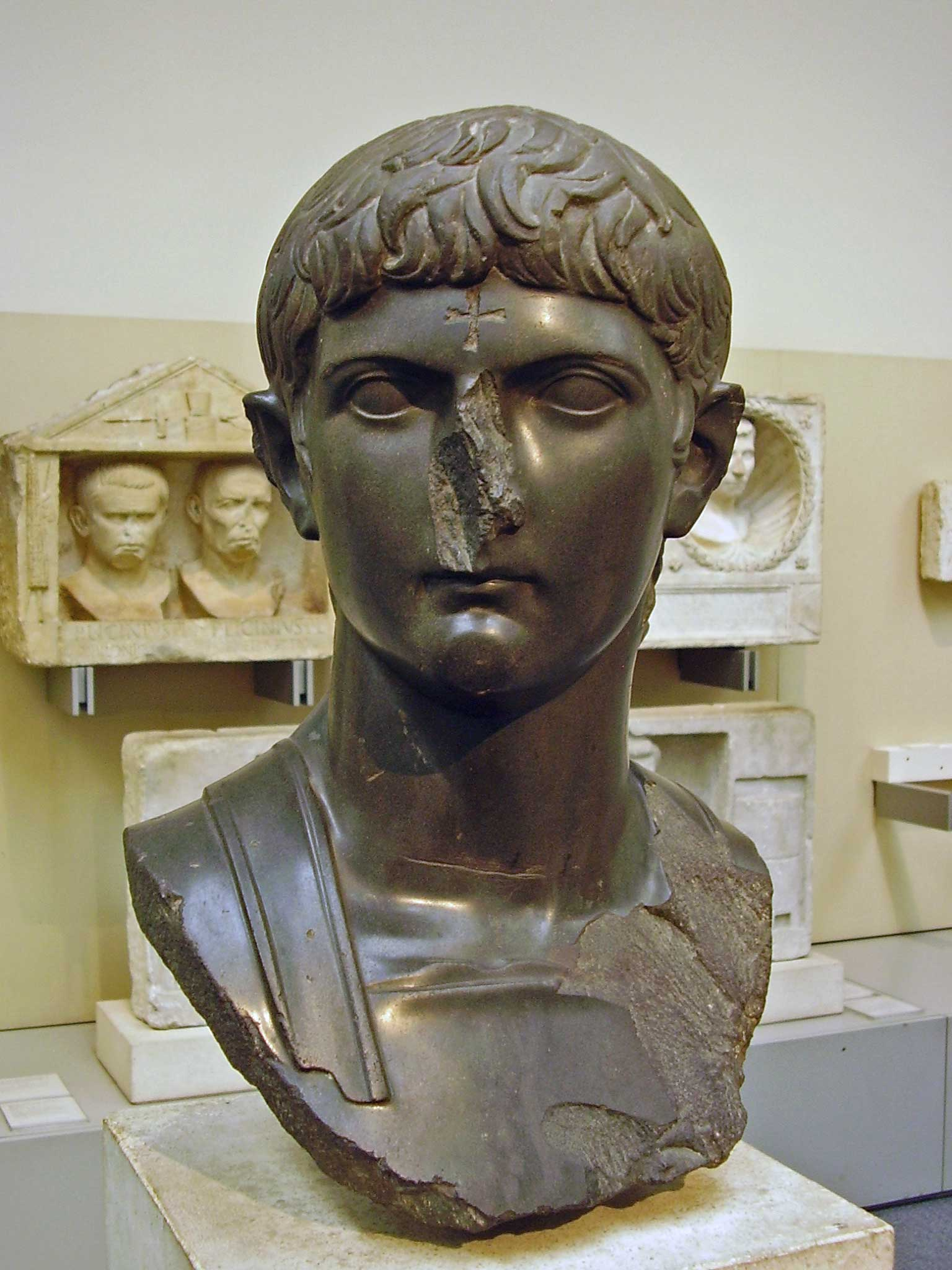
Busto di Germanico vandalizzato da cristiani, che vi hanno inciso sulla fronte una croce.

Dopo la morte di Valentiniano I (375) gli successero in Occidente i giovani figli Graziano e Valentiniano II e alla morte anche dello zio Valente (378) venne associato al trono per l'Oriente Teodosio I (379-395).
Il 27 febbraio 380, i tre augusti Graziano, Valentiniano II e Teodosio I promulgarono l'Editto di Tessalonica, con il quale il Cristianesimo diveniva la religione ufficiale dello stato nella forma definita "cattolica". Nel 381 fu quindi proibita nuovamente la partecipazione a tutti i riti pagani e si stabilì che coloro che da cristiani fossero ritornati alla religione pagana avrebbero perso il diritto di fare testamento legale. Tuttavia nel 382 si sanciva la conservazione degli oggetti pagani che avessero valore artistico, benché un gran numero di templi, in tutto il mondo romano, venisse distrutto per zelo o fanatismo.
Nel 379 o nel 382 Graziano rinunciò al tradizionale titolo di pontefice massimo, e abolì le immunità per i collegi sacerdotali, compreso quello delle Vestali, confiscandone i beni. Il fisco cessò dunque il finanziamento dei culti e del sacerdozio tradizionale. Si trattò di un gesto di estrema importanza: sin dall'epoca di Numa Pompilio (salvo le modifiche intervenute col tempo), infatti, la struttura ecclesiastica della religione romana si basava su una serie rigida e definita di figure (i collegi sacerdotali) con compiti e prerogative ben definite e una precisa struttura gerarchica: al vertice i 15 pontefici, poi i 15 àuguri, i 15 (Quindecemviri) custodi dei Libri Sibillini, le 6 vestali, i 7 epuloni, i 3 flàmini maggiori e i 12 minori, nonché le varie confraternite. Con l'Impero la loro autorità politica e civile venne scemando, ma le leggi continuarono a proteggere la loro dignità sacra, e soprattutto i Pontefici non cessarono mai di esercitare la potestà giurisdizionale sulle cose sacre e su molte civili; la loro dignità era tale che, non essendo incompatibile con i poteri civili, anche alcuni imperatori cristiani accettarono il ruolo e il titolo, almeno nominale, di pontefice massimo. Il rifiuto di Graziano, e gli atti che ne seguirono, fu dunque un colpo durissimo assestato all'antica religione e un atto che si poneva in contrasto con tradizioni vecchie di undici secoli. La nuova e definitiva rimozione, poi, dell'altare della Vittoria dal Senato (che era già stata tolta da Costanzo II e rimessa poi di nuovo al suo posto probabilmente da Giuliano), sulla quale i senatori da sempre giuravano fedeltà alle leggi e all'imperatore fu considerato un vero e proprio atto sacrilego, anche se Graziano risparmiò, nonostante le proteste cristiane, le statue degli dei e i numerosissimi templi e cappelle sparsi in tutta Roma. Dopo la morte di Graziano, nel 383, i senatori pagani (che erano comunque la maggioranza dell'assemblea), rappresentati da Quinto Aurelio Simmaco, richiesero al nuovo imperatore Valentiniano II (dichiaratamente cristiano), il ripristino della statua, ma senza successo, a causa soprattutto dell'opposizione e dalla grande influenza del vescovo di Milano Ambrogio (probabile ispiratore della rimozione operata da Graziano) e dell'intervento di Teodosio; con la conseguenza che a poco a poco, per convenienza o convinzione, anche il Senato divenne a maggioranza cristiana.
Nel 383 il giorno di riposo, il dies solis, rinominato dies dominicus divenne obbligatorio e il divieto dei sacrifici cruenti e delle pratiche divinatorie ad essi collegate venne ribadito nel 385
Dopo l'episodio della ribellione di Tessalonica, della conseguente strage fatta perpetrare da Teodosio contro i cittadini ribelli e dopo la successiva penitenza che per quella reazione gli fu imposta da Ambrogio, la politica religiosa dell'imperatore si irrigidì notevolmente: tra il 391 e il 392 fu emanata una serie di decreti (noti come decreti teodosiani) che attuavano in pieno l'editto di Tessalonica del 380: vennero vietati i riti sacrificali ai danni di "vittime innocenti", venne interdetto l'accesso ai templi pagani e ribadita la proibizione di qualsiasi forma di culto, compresa l'adorazione delle statue; furono inoltre inasprite le pene amministrative per i cristiani che si fossero convertiti al paganesimo e nel decreto emanato nel 392 da Costantinopoli, l'immolazione di vittime nei sacrifici e la consultazione delle viscere venivano equiparati al delitto di lesa maestà.

### Distruzione dei templi e resistenza pagana
Nell'alternanza degli atti di tolleranza ed intolleranza un caso particolare riguarda gli Etruschi dell'Italia centrale.  L'uso di aruspici Etruschi è documentato anche da parte di imperatori e generali dichiaratamente Cristiani, tuttavia le ricchezze contenute nei loro templi facevano gola.  Forse anche per reazione al precedente di Giuliano, nel 363 l'imperatore Gioviano emise un editto che decretava la distruzione di tutti i templi pagani. Anche questo largamente disatteso in altre parti dell'Impero, venne applicato con durezza verso i più importanti luoghi di culto Etruschi in Italia centrale, con la distruzione dei templi di Murlo, Montovolo, San Basilio (Spina) e forse altri, ad opera della Seconda Legione Schola Palatina comandata da Valente, affiancata da reparti di Batavi, Sicambri, Cetti e Tornacensi.
La distruzione dei templi, il bottino dei tesori in esso contenuti ed i massacri della popolazione sono documentati da alcuni autori ancora pagani come Ammiano Marcellino, e riportati da Etruscologi recenti come Rubbiani, Baccolini, Veggetti e Palmieri.
In talune zone orientali dell'impero alcuni templi pagani furono oggetto di distruzione violenta da parte di fanatici cristiani. In qualche circostanza le stesse autorità imperiali furono conniventi, come nel caso del prefetto del pretorio per l'Oriente, Materno Cinegio, che collaborò alla distruzione, voluta dal vescovo Marcello (386), del tempio di Giove ad Apamea e di altri templi nella zona: di tali distruzioni si lamentò il retore greco Libanio nella sua orazione all'imperatore Teodosio Pro Templis. Ma in molti casi i vescovi locali venivano condannati dalle autorità imperiali a risarcire il danno, in nome del principio di tolleranza.

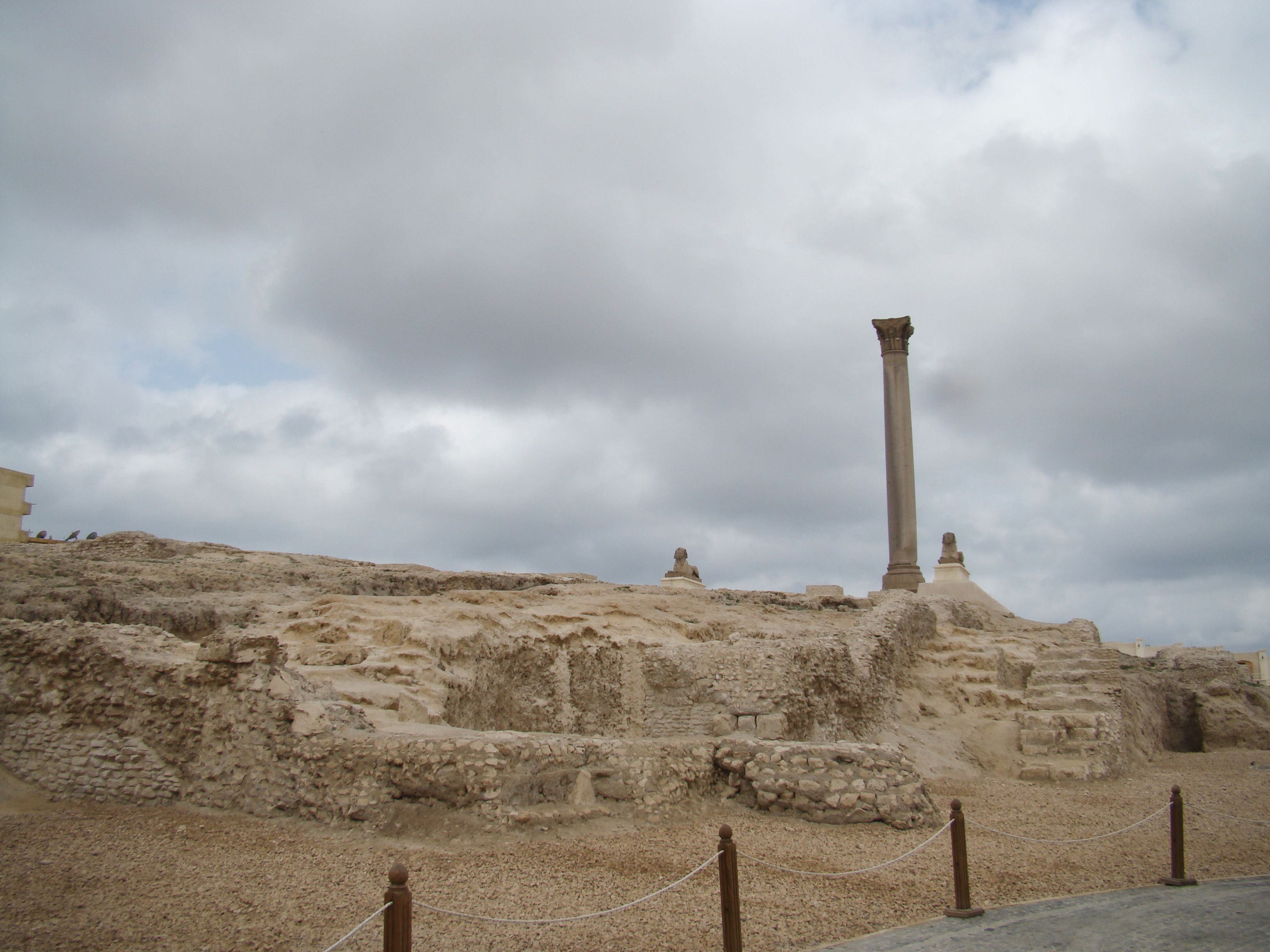
Il Serapeum di Alessandria, tempio dedicato a Serapide. Prima della completa cristianizzazione dell'Impero conteneva, oltre al luogo di culto, anche una ricca biblioteca, sale di lettura e piccoli santuari.
Dopo la sua distruzione voluta da Teofilo (391 circa), è stato quasi interamente raso al suolo.

L'inasprimento della legislazione con i decreti teodosiani provocò ovvie resistenze presso i pagani. Ad Alessandria d'Egitto il vescovo Teofilo ottenne il permesso imperiale di trasformare in chiesa un tempio di Dioniso, provocando la ribellione dei pagani, che si asserragliarono nel Serapeo, compiendo violenze contro i cristiani. Quando la rivolta fu domata, il tempio fu distrutto (391 ca.) per ordine dello stesso Teodosio, chiamato in causa come giudice della contesa: i pagani dovettero ricorrere alla fuga o alla latitanza per sfuggire alla vendetta cristiana. Qualche anno dopo, nel 399, la rimozione delle figure sacre dai templi e l'ordine di cessare i sacrifici nelle aree rurali provocarono disordini nella zona intorno a Cartagine; in particolare, secondo quanto riferisce Agostino (Lettere, L), l'abbattimento di una statua di Ercole provocò una violenta reazione da parte dei pagani, che uccisero sessanta cristiani.
Demolizioni attuate in modo più sistematico furono quelle contro i santuari del culto mitraico, che non erano generalmente edifici pubblici come i maggiori templi pagani. A Roma diverse domus ecclesiae sorsero su precedenti mitrei distrutti: il caso più noto è quello della Basilica di San Clemente al Laterano.
L'ultimo editto di Teodosio, il senso del quale venne poi confermato dai successori, è pervaso da uno spirito di estrema intolleranza: "È nostra volontà e piacere che nessuno dei nostri sudditi, sia magistrato o cittadino privato, nobile o plebeo, presuma in qualsiasi città o luogo, adorare un idolo inanimato col sacrificio di vittime innocenti.": si proibivano in tal modo i riti che venivano praticati (sebbene in tono minore) nelle campagne, in quanto luoghi meno controllati; il sacrificio e la divinazione erano equiparati al delitto di alto tradimento, e come tali passibili di pena capitale; i riti domestici in onore dei lari e dei penati venivano puniti con la confisca della casa o, se celebrati in luoghi diversi, con pesantissime multe; anche chi non denunciava tali riti era punito con pesanti ammende.

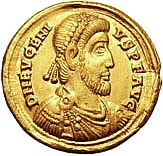
Moneta d'oro con l'effigie di Flavio Eugenio, coniata nel 392-394

La resistenza pagana fu appoggiata da Flavio Eugenio, eletto augusto d'Occidente dalle truppe in Gallia dopo la morte di Valentiniano II nel 392, ma non riconosciuto da Teodosio. Eugenio era cristiano, ma la sua nomina ad imperatore era stata sostenuto dal magister militum Arbogaste e dai senatori pagani di Roma, guidati da Virio Nicomaco Flaviano. Per ovvia convenienza politica permise la riapertura dei templi e fece nuovamente installare la statua della Vittoria nella Curia. Quest'ultimo tentativo di restaurazione pagana si concluse con la sconfitta e uccisione di Eugenio nella battaglia del Frigido del 394, combattuta contro l'esercito teodosiano.
Per quanto ancora diffuso, il paganesimo era ormai sconfitto, e gli imperatori cristiani (Teodosio in testa), che pure non avevano nei suoi confronti quell'animosità mista a paura che aveva ispirato le ultime violente persecuzioni anticristiane di Decio e Diocleziano, profusero nella lotta contro il paganesimo residuo uno sforzo che, alla luce dei fatti, travalicava l'effettiva necessità di tanto impegno. I pagani non erano infatti animati da quello zelo che aveva prodotto tanti martiri cristiani; l'impegno degli imperatori si scontrava generalmente contro una cedevolezza e pronta obbedienza che per lo più risparmiò ai pagani le sofferenze che gli editti del Codice Teodosiano minacciavano. La reazione dei politeisti alle condanne imperiali dei sacri riti si limitava spesso a mormorii di disapprovazione, e quand'anche venissero scoperti nell'atto di praticare quei riti, erano facilmente disponibili, seppure con celata ripugnanza, all'accettazione e ad una falsa conversione al cristianesimo. La mentalità più malleabile della società romana pagana tendeva a far evitare la sofferenza e a far desistere ogni resistenza e lotta di principio contro l'autorità, come invece avevano fatto i cristiani nel corso delle persecuzioni. Tuttavia, per una strana forma di giustizia e di libertà, Teodosio non proibì mai ai suoi sudditi il paganesimo come religione privata, ma ostacolò soltanto tutte le sue forme esteriori di culto, la cui interruzione portò nel giro di pochi anni al risultato voluto: priva di cerimonie, sacerdoti, templi e libri sacri, qualunque teologia è destinata a soccombere alle idee dominanti. Nell'arco di un trentennio dalla morte di Teodosio, il paganesimo era praticamente scomparso.

### V secolo
Dopo la morte di Teodosio I nel 395, i figli e successori, Arcadio in Oriente e Onorio in Occidente, ribadirono la proibizione di tutti i culti pagani. In occidente, tuttavia, nel 399, un decreto di Onorio sanciva la protezione dei templi e degli ornamenti delle opere pubbliche. Il concilio di Cartagine del 15 giugno 401 chiese però allo stesso imperatore una serie di provvedimenti legislativi volti a bandire la funzione pubblica degli idoli, l'uso dei templi per lo svolgimento dei sacrifici, la celebrazione di spettacoli e giochi pubblici di domenica e nei giorni festivi, e altre richieste, tra cui leggi che proteggessero i neoconvertiti al cristianesimo. Nel 408 si ribadì, in entrambe le parti dell'impero, che i templi erano edifici pubblici e che come tali andavano conservati, eliminandone però gli elementi del culto pagano. Se da un lato la disposizione privava di ogni mezzo di sostentamento i culti pagani, incamerando nel fisco i beni ancora rilevanti dei templi, per un altro verso preservava quegli stessi templi dalla distruzione, in quanto beni dello Stato. E d'altra parte, se un editto dell'424 prevedeva che templi, cappelle e luoghi di culto pagani ancora esistenti dovevano essere distrutti e i luoghi purificati, lo stesso testo più avanti riportava una clausola in base alla quale i templi dovevano essere trasformati in santuari cristiani, lasciando peraltro intatti fregi, iscrizioni e rilievi precedenti.
La legislazione più rigorosa contro la religione antica veniva usata a giustificazione di episodi di distruzione dei templi e di assalti contro i pagani in tutto l'Impero. Sulpicio Severo (Vita di s. Martino, 13) racconta come Martino di Tours e i suoi compagni monaci abbiano distrutto i templi e i luoghi di culto pagano nella Gallia Settentrionale; altrettanto fece, secondo il racconto di Paolino di Nola (Lettere, 18, 4), il vescovo Victricio di Rouen sulla costa della Manica; Teodoreto (Storia Ecclesiastica, V, 29) riferisce che con il finanziamento di "ricche signore eminenti per la loro fede" l'arcivescovo di Costantinopoli Giovanni Crisostomo "scelse alcuni asceti ripieni di zelo fervente e li inviò a distruggere templi" in territorio fenicio. Questa persecuzione, che spesso non distingueva tra i luoghi e gli oggetti di culto e coloro che quel culto praticavano, non poteva non provocare l'altrettanto violenta reazione pagana all'intolleranza religiosa del cristianesimo dovuta, secondo il Gibbon, ad uno zelo ereditato dal monoteismo ebraico. Nell'arco di due secoli il programma di tolleranza di Tertulliano (Apologetico, 24. Vedi sopra) veniva sostituito dal programma di violenza distruttrice enunciato da Giulio Firmico Materno: "Santissimi imperatori, queste sono cose che devono essere tagliate fino alla radice, anzi devono essere distrutte del tutto dalle leggi severissime dei vostri editti, affinché non macchi un giorno di più il mondo romano l'errore mortale di questa ostinazione, non si rafforzi la malvagità di una consuetudine rovinosa, non domini ogni giorno di più sulla terra ogni cosa che cerca di portare alla perdizione l'uomo che appartiene a Dio.". E ancora: "Il nome propizio di Cristo ha riservato alle vostre mani l'annientamento dell'idolatria e la distruzione dei templi profani […] Nel gioire per la strage delle cose profane esultate ancora più fortemente, esultate con fede.". Di più: "Confiscate, confiscate senza timore, o santissimi imperatori, gli ornamenti dei templi. Che il fuoco della zecca o la fiamma delle fonderie li fonda; utilizzate tutti i tesori a vostro vantaggio e considerateli di vostra esclusiva proprietà. Dopo la distruzione dei templi avete conquistato un potere ancora maggiore grazie alla potenza di Dio.".
Ma nel corso del V secolo l'atteggiamento verso i templi pagani cambiò gradualmente; inizialmente distrutti, quelli superstiti vennero in seguito adibiti ad altri usi: al desiderio di esorcizzare i luoghi si sostituirono motivazioni in gran parte economiche. In Occidente, e in particolare a Roma, i casi di riutilizzo di templi pagani come chiese cristiane furono molto ridotti e si ebbero piuttosto in epoche successive, con motivazioni legate ai vari momenti di rinnovato interesse per l'antico. In Oriente gli imperatori Teodosio II e Valentiniano III nel 435 ordinarono esplicitamente la distruzione dei santuari rimasti intatti e il riutilizzo di luoghi di culto pagani con l'inserimento di simboli cristiani.
Il paganesimo, dunque, non faceva più paura, anche se permanevano e venivano tollerate alcune tracce delle antiche "superstizioni". A Roma, ad esempio, per tutto il V secolo, si continuò a celebrare anche da parte dei cristiani, come una sorta di tradizione popolare, l'antichissima festa dei Lupercali, nonostante i vescovi tentassero ripetutamente di abolirla in quanto costume profano contrario allo spirito del Cristianesimo. Osserva il Gibbon: "Gli idoli erano ridotti in polvere, e la mitologia, che una volta era stata il credo delle nazioni, era così universalmente discreditata che poteva essere impiegata senza scandalo o almeno senza sospetto dai poeti cristiani.".
In definitiva, la lotta del cristianesimo era finalizzata ad eliminare l'errore, non coloro che erravano. Al di là degli episodi, pur numerosi, di violenza riconducibile ad una sorta di guerriglia urbana o alle spedizioni di cristianizzazione, la legislazione imponeva e rendeva legittima la persecuzione ai danni dei pagani, ma mai autorizzava la sistematica programmazione di una lotta armata per la loro eliminazione fisica.
Nel 415 ad Alessandria d'Egitto, sotto il vescovato di Cirillo di Alessandria, il cui coinvolgimento è variamente riportato dalle fonti antiche, una banda di fanatici uccise Ipazia, filosofa neoplatonica e matematica pagana, figlia di Teone di Alessandria, per motivi comunque riconducibili ad una lotta politica di potere tra l'autorità ecclesiastica dello stesso Cirillo e quella civile che si sospettava essere in qualche modo soggiogata dal carisma e dall'influenza di Ipazia.

### Giustiniano
Sotto Giustiniano due statuti del suo codice decretavano la totale distruzione dell'Ellenismo istituito da Giuliano anche nella vita civile, e le fonti contemporanee (Giovanni Malala, Teofane Confessore, Giovanni di Efeso, che sostenne di aver convertito 70.000 pagani) attestano che vennero applicate. Nel 529 inoltre gli insegnamenti dell'Accademia platonica di Atene vennero posti sotto il controllo dello Stato.

## Sostituzione da parte della Chiesa delle tradizioni pagane
Nonostante le religioni pagane non venissero più praticate dopo il IV secolo, il cristianesimo fece proprie, adattandole, alcune tradizioni radicate in epoca pre-cristiana, come ad esempio la data della nascita di Gesù, che viene convenzionalmente celebrata nello stesso giorno in cui veniva festeggiato dai romani il "Dies Natalis Solis Invicti", il giorno della nascita dell'antica divinità del Sol Invictus. Tuttavia, la prima attestazione della celebrazione del Sol Invictus il 25 dicembre risale al 354, quando regnava l'imperatore pagano Giuliano l'Apostata. Al contrario, la data della nascita di Gesù il 25 dicembre è testimoniata da Ippolito nel III secolo. Nel IV secolo, San Giovanni Crisostomo attesta che nella stessa data in molte Chiese era celebrata la nascità di Gesù. All'incirca in quegli stessi giorni veniva collocata anche la nascita di divinità quali Horus, Krishna, Cibele, Attis e Dioniso. O ancora il culto dei santi: nel momento in cui la religione cristiana si espanse in terre dove si praticavano culti politeistici, i vari "dei protettori" divennero "santi patroni", e fu sancita per loro la venerazione. In proposito San Girolamo affermò: "Rivolto agli idoli, il culto è esecrabile. Consacrato ai martiri è accettabile". Anche in questo caso, si può notare che il culto dei santi era diffuso già nella Chiesa primitiva. In uno scritto risalente al II secolo, il Martirio di San Policarpo si legge infatti: "Onoriamo i martiri come discepoli e imitatori del Signore per l’amore immenso al loro re e maestro." 

### Riferimenti
1. ↑  Papaconstantinou, A.; Mclynn, N.; Schwartz, Daniel L. (a cura di). Conversion in Late Antiquity: Christianity, Islam, and Beyond, pp. 42-44. Ashgate Pub Co., Oxford 2015, ISBN 978-1-4094-5738-1.
2. ↑  Apologetico, 24, così come riportato in Filoramo, p. 361.
3. 1 2  Voce "paganesimo" su Treccani.it.
4. 1 2  Alberto Nocentini. l'Etimologico, versione epub 1.5.0. Firenze, Le Monnier.
5. 1 2 3  Henri Maurier. Paganesimo, in Dictionnaire des Religions (a cura di Jacques Vidal). Parigi, Presses universitaires de France, 1984. In italiano: Dizionario delle religioni. Milano, Mondadori, 2007, pp. 1365 ss.
6. ↑  Gibbon, cap. XXI, nota 172.
7. ↑  Plinio il Vecchio, Naturalis historia, XXVIII, 5.
8. ↑  Tacito, Storie, III, 24, 43, 77; Giovenale, Satire, XVI; Tertulliano, Del Pallio, cap. 4.
9. ↑  Gibbonvol. III, cap XXI, pp. 181 ss.
10. ↑  Gibbon, p. 181.
11. ↑  Gibbon, pp. 237 ss.
12. ↑  Filoramo, p. 111.
13. 1 2   Massimo Bontempelli ed Ettore Bruni, Il senso della Storia antica, vol. 2, Milano, Trevisini Editore.
14. ↑  Filoramo, p. 105.
15. ↑  Codice Teodosiano, xvi.10.1; Zosimo, Historia nea, ii.29.1—4.
16. ↑  Codex Theodosianus, ix.16.1—3.
17. ↑  Codex Theodosianus, xii.1.21, xii.5.2.
18. ↑  Libanio, Orationes, 30.7.
19. ↑  Codex Theodosianus, xvi.10.2.
20. ↑  Codex Theodosianus, xvi.10.4.
21. ↑  Codex Theodosianus, xvi.10.3.
22. ↑  Codex Theodosianus, iX.17.2.
23. ↑  Codex Theodosianus, xvi.10.5.
24. ↑  Codex Theodosianus, xvi.10.6.
25. ↑  Epistola di Simmaco 10.
26. ↑  Codex Theodosianus, xii.1.46.
27. ↑  (EN) J.J. Sheridan, The Altar of Victor – Paganism's Last Battle, in L'Antiquite Classique, vol. 35, 1966,  pp. 186-187.
28. ↑  Eusebio, Vita Constantinii 3,54 (versione in inglese).
29. ↑  Eusebio, Vita Constantinii 3,56 versione in inglese; 3,58 versione in inglese. Per l'epoca di Costanzo II vedi anche: Ammiano Marcellino Res Gestae, 22.4.3; Sozomeno, Storia Ecclesiastica, 3.18.
30. ↑  Codex Theodosianus, ix.16.4—6.
31. ↑  Teodoreto di Cirro, Historia Ecclesiastica 3,3 (en).
32. ↑  Filoramo, p. 194.
33. ↑  Codex Theodosianus, xvi.1.2.
34. ↑  Codex Theodosianus, xvi.10.7.
35. ↑  Codex Theodosianus, xvi.10.8.
36. ↑  Gibbon, pp. 237-238.
37. ↑  Zosimo, Historia nea, iv.36; (EN) Alan Cameron, Gratian's Repudiation of the Pontifical Robe, in The Journal of Roman Studies, vol. 58, 1968,  pp. 96-102..
38. ↑  Ravizza, M. (2021). Pontefici e vestali nella Roma repubblicana. LED Edizioni Universitarie.: p.238.
39. ↑  Gibbon, cap. XXVIII, pp. 230 ss.
40. ↑  Fabrizio Canfora (a cura di), L'altare della Vittoria. (Testo latino a fronte), Sellerio, 1991, ISBN 88-389-0678-5.
41. ↑  Gibbon, pp. 233 ss.
42. ↑  Codex Theodosianus, xi.7.13.
43. ↑  Codex Theodosianus, xvi.10.9.
44. ↑  Codex Theodosianus, xvi.10.10.
45. ↑  Codex Theodosianus, xvi.7.4.
46. ↑  Codex Theodosianus, xvi.10.12.1.
47. ↑  Teodoreto di Cirro, Historia Ecclesiastica, 5, 21.
48. ↑  Libanio, Pro templis (versione in inglese Archiviato il 19 luglio 2011 in Internet Archive.).
49. 1 2  La datazione è dibattuta fra gli studiosi.
 Cfr. (DE) J. Hahn, Gewalt und religiöser Konflikt, Neue Folge, Berlino, KLIO/Beihefte, 2004,  p. 82, ISBN 3-05-003760-1.
50. ↑  Gibbon, p. 240.
51. ↑  Filoramo, p. 353.
52. ↑  Così in Gibbon, p. 243.
53. ↑  Gibbon, pp. 243 ss.
54. ↑  Gibbon, pp. 244 ss.
55. ↑  Codex Theodosianus, xvi.10.13.
56. ↑  Codex Theodosianus, xvi.10.15.
57. ↑  Filoramo, p. 354.
58. ↑  Codex Theodosianus, xvi.10.19.
59. ↑  Gregorovius, libro I, cap. II, 2.
60. ↑  Filoramo, p. 355 ss.
61. ↑  Materno, L'errore delle religioni profane, XVI, 4 (trad. E. Sanzi).
62. ↑  Materno, XX, 7.
63. ↑  Materno, XXVIII, 6.
64. ↑  Marco Valenti, Trasformazione dell'edilizia privata e pubblica in edifici di culto cristiani a Roma tra IV e IX secolo (Tesi di laurea in Storia dell'arte medievale presso l'Università "La Sapienza" di Roma, anno 2002/03), pp. 295-302 (pubblicato on line sul sito della parrocchia di Santa Melania, sezione "Arte e fede", capitolo V, scaricabile in formato .pdf).
65. ↑  Codex Theodosianus, xvi.10.25.
66. ↑  Gibbon, vol. V, cap. XXXVI, p. 233.
67. ↑  Filoramo,  p. 383 ss.
68. ↑  Codex Theodosianus, i.11.9-10
69. ↑   F. Nau, Revue de l'orient chrétien, ii, 1897,  p. 482..
70. ↑  John Henry Newman, Lo sviluppo della dottrina cristiana, traduzione di Alfonso Prandi, Il Mulino, Milano, 1967.
71. ↑   Marino Niola, I santi patroni, Bologna, Il Mulino, 2007.
72. ↑  (EN) Douglas T. Holden, Death Shall Have No Dominion, Bethany Press, 1971.
73. ↑   Martirio di San Policarpo XVII, 3.